# 524522 Zoozve
524522 Zoozve（天文學臨時編號：2002 VE68）是一顆金星的準衛星，也是一顆掠水小行星和越地小行星，它是在2002年11月11日被發現的。
它似乎已經和金星至少共軌7,000年了，而且註定會在大約500年後從這個軌道被彈射出去。在這段期間內，它與金星的距離將持續增加至超過0.2天文單位（3×107公里）。

## 命名
2019年5月18日，小行星中心（MPC）对该小行星进行正式编号。
2024年1月26日，Radiolab播客播出了一集关于这个小行星的节目，节目联合主持人拉蒂夫·纳赛尔（Latif Nasser）说他在他孩子的一幅太阳系插画海报上注意到这个小行星，并且留意到这幅插画的艺术家亚历克斯·福斯特（Alex Foster）将该小行星的临时编号“2OO2VE”误写为“ZOOZVE”，日后发现这是因为福斯特误读了自己在做笔记时的笔迹。于是小行星发现者布莱恩·斯基夫（Brian A. Skiff）代表纳赛尔向国际天文学联合会小天体命名工作组提议该小行星命名为“ZOOZVE”，最终在2024年2月5日得到小天体命名工作小组（WGSBN）批准并公布名称。

## 註解
- ^ 假設反照率在0.25–0.05

## 外部連結
- Asteroid 2002 VE68, a quasi-satellite of Venus （页面存档备份，存于）, by Mikkola, S., Brasser, R., Wiegert, P., Innanen, K. Monthly Notices of the Royal Astronomical Society, Volume 351, Issue 3, pp. L63-L65.